# Kai Hahto
Kai Juhani Hahto (Vaasa, 31 de dezembro de 1973) é um músico finlandês, conhecido por tocar bateria em diversas bandas e projetos musicais.

## Carreira
Kai foi membro da banda de grindcore Rotten Sound. Ele também havia gravado com o grupo Wintersun antes de se tornar o baterista oficial.
Em 6 de agosto de 2014, foi anunciado que Kai iria tocar no oitavo álbum do Nightwish, Endless Forms Most Beautiful e na subsequente turnê, substituindo Jukka Nevalainen, que se afastou temporiariamente da banda devido aos seus problemas de insônia. Em 15 de julho de 2019, a banda informou a sua entrada como membro oficial, após a decisão de Jukka de deixar definitivamente o posto de baterista.

## Discografia
| Ano  | Artista           | Álbum                                           |
| ---- | ----------------- | ----------------------------------------------- |
| 1992 | Cartilage         | Ex Oblivione / The Fragile Concept of Affection |
| 1995 | Vomiturition      | A Leftover                                      |
| 1995 | Wings             | Diatribe                                        |
| 1995 | Rotten Sound      | Sick Bastard                                    |
| 1995 | Rotten Sound      | Psychotic Veterinarian                          |
| 1996 | Rotten Sound      | Loosin' Face                                    |
| 1997 | Enochian Crescent | Telocvovim                                      |
| 1997 | Rotten Sound      | Spitted Alive                                   |
| 1997 | Rotten Sound      | Under Pressure                                  |
| 1998 | Rotten Sound      | Drain                                           |
| 2000 | Rotten Sound      | Still Psycho                                    |
| 2000 | Max on the Rox    | Voodoo                                          |
| 2001 | Rotten Sound      | 8 Hours of Lobotomy                             |
| 2002 | Rotten Sound      | Murderworks                                     |
| 2002 | Max on the Rox    | Rox II                                          |
| 2003 | Rotten Sound      | Seeds of Hate                                   |
| 2003 | Rotten Sound      | From Crust 'Til Grind                           |
| 2004 | Wintersun         | Wintersun                                       |
| 2004 | Max on the Rox    | Rhythmic Songs from a Mysterious Red House      |
| 2005 | Rotten Sound      | Exit                                            |
| 2009 | Swallow the Sun   | New Moon                                        |
| 2012 | Swallow the Sun   | Emerald Forest and the Blackbird                |
| 2012 | Wintersun         | Time I                                          |
| 2015 | Nightwish         | Endless Forms Most Beautiful                    |
| 2020 | Nightwish         | Human. :II: Nature.                             |